# Хмелеграб виргинский
Хмелеграб виргинский, или Хмелеграб американский (лат. Ostrya virginiana) — вид деревьев рода Хмелеграб (Ostrya) семейства Берёзовые (Betulaceae).

## Распространение и экология
В природе ареал вида охватывает восточную часть Северной Америки: Онтарио и Квебека на севере до Техаса и Флориды на юге; встречается в Мезоамерике: Сальвадор, Гватемала Гондурас.
Произрастает на каменистых участках и хребтах с буком (Fagus), берёзой аллеганской (Betula alleghaniensis), клёном сахарным (Acer saccharum) и другими породами.
К почве неприхотлив, предпочитает сухие почвы и полутенистое местоположение.
Более зимостоек, чем Хмелеграб обыкновенный (Ostrya carpinifolia).

## Ботаническое описание
Дерево высотой 8—12 (до 20) м, со стволом диаметром 40—50 см. Крона на открытых местах шатровидная, состоящая из многих тонких, упругих, крепких ветвей, при тесном стоянии — неправильная. Кора ствола серая, бороздчатая с узкими, продольно отслаивающимися полосами. Побеги коричнево-бурые, покрытые короткими волосками и головчатыми желёзками. Корневая система мочковатая, распростёртая.
Почки длиной 7 мм, яйцевидные, слегка опушённые, светло-каштаново-бурые. Листья длиной 6—12 см, шириной 4—5 см, со слегка сердцевидным или клиновидным основанием, продолговато-ланцетные, постепенно суживающиеся к вершине в длинное острие. При распускании листья бронзово-зелёные, острозубчатые. Летом сверху зелёные, снизу светлее, осенью — светлобуро-жёлтые.
Тычиночные серёжки длиной до 5 см; пестичные — 3—4 см, цилиндрические.
Плод — орешек длиной 6—8 мм, веретеновидный, на верхушке голый.
Плоды созревают в августе и остаются висеть до весны.

## Применение
Древесина тяжелая (удельный вес 0,828), очень твёрдая, светло-бурая с красноватым оттенком или, часто, почти белая, с толстой белой заболонью. Идёт на столбы, рукоятки, мелкие поделки и другие изделия.
Растение хорошо переносит пересадку и подрезку.

## Таксономия
Вид Хмелеграб виргинский входит в род Хмелеграб (Ostrya) подсемейства Лещиновые (Coryloideae) семейства Берёзовые (Betulaceae) порядка Букоцветные (Fagales).
|  |                                      |  |                                                             |                                                             |                     |  | ещё 7 семейств (согласно Системе APG II) | ещё 7 семейств (согласно Системе APG II)                   |                                                            |  |  |  | ещё 3 рода  | ещё 3 рода                 |  |  |
|  |                                      |  |                                                             |                                                             |                     |  | ещё 7 семейств (согласно Системе APG II) | ещё 7 семейств (согласно Системе APG II)                   |                                                            |  |  |  | ещё 3 рода  | ещё 3 рода                 |  |  |
|  |                                      |  |                                                             | порядок Букоцветные                                         |                     |  |                                          |                                                            | подсемейство Лещиновые                                     |  |  |  |             | вид Хмелеграб обыкновенный |  |  |
|  |                                      |  |                                                             | порядок Букоцветные                                         |                     |  |                                          |                                                            | подсемейство Лещиновые                                     |  |  |  |             | вид Хмелеграб обыкновенный |  |  |
|  | отдел Цветковые, или Покрытосеменные |  |                                                             |                                                             | семейство Берёзовые |  |                                          |                                                            | род Хмелеграб                                              |  |  |  |             |                            |  |  |
|  | отдел Цветковые, или Покрытосеменные |  |                                                             |                                                             |                     |  |                                          |                                                            |                                                            |  |  |  |             |                            |  |  |
|  |                                      |  | ещё 44 порядка цветковых растений (согласно Системе APG II) | ещё 44 порядка цветковых растений (согласно Системе APG II) |                     |  |                                          | ещё одно подсемейство, Берёзовые (согласно Системе APG II) | ещё одно подсемейство, Берёзовые (согласно Системе APG II) |  |  |  | ещё 8 видов |                            |  |  |
|  |                                      |  |                                                             | ещё 44 порядка цветковых растений (согласно Системе APG II) |                     |  |                                          |                                                            | ещё одно подсемейство, Берёзовые (согласно Системе APG II) |  |  |  |             |                            |  |  |